# Dwight Evans (Politiker)

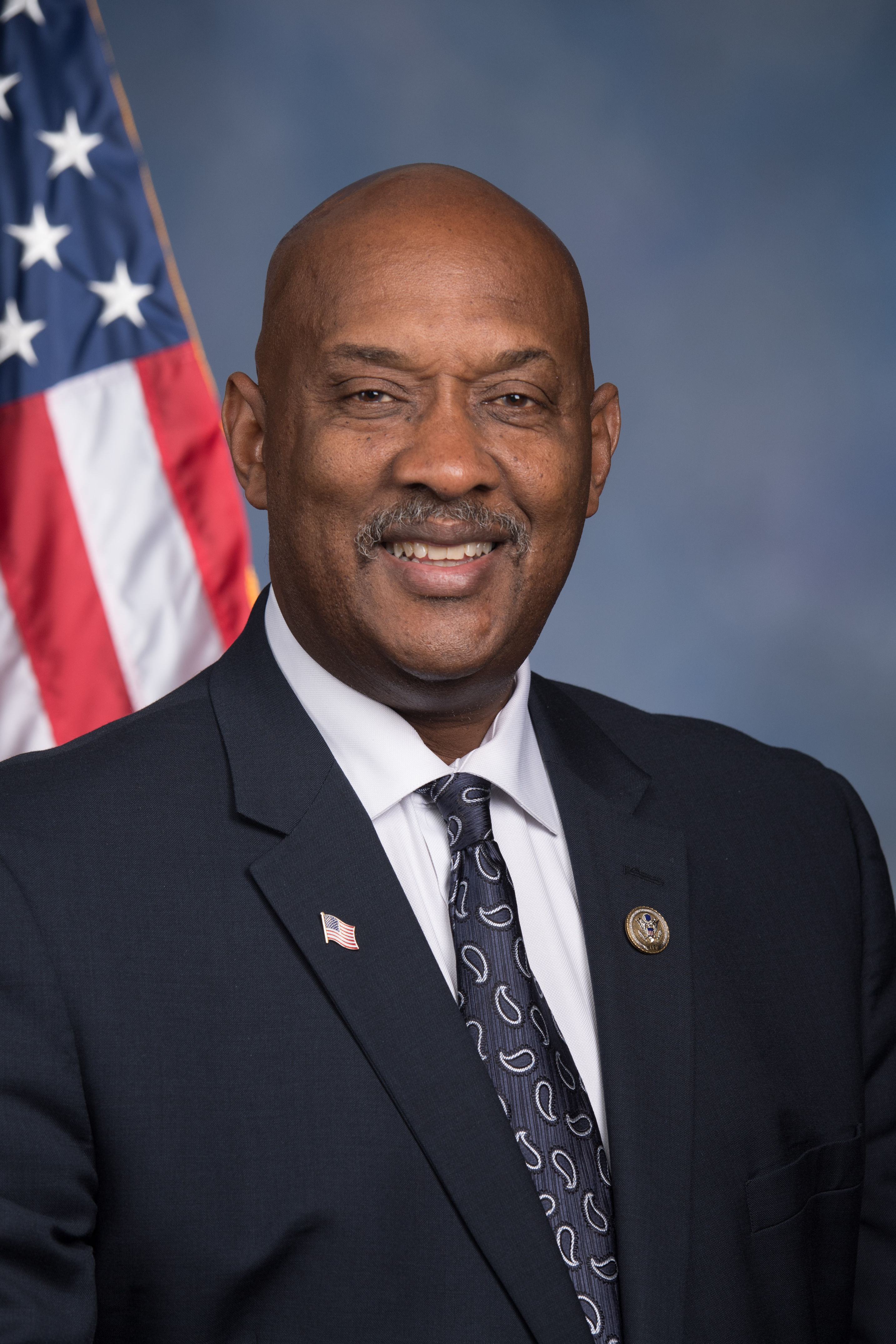
Dwight Evans (2017)

Dwight E. Evans (* 16. Mai 1954 in Philadelphia, Pennsylvania) ist ein US-amerikanischer Politiker der Demokratischen Partei. Seit November 2016 vertritt er den Bundesstaat Pennsylvania im US-Repräsentantenhaus. Aktuell für den dritten Distrikt, zuvor bis 2019 für den zweiten Distrikt.

## Werdegang
Dwight Evans besuchte bis 1971 die Germantown High School in seiner Heimatstadt Philadelphia. Im Jahr 1973 absolvierte er das Community College of Philadelphia mit einem Associate of Arts. Anschließend studierte er bis 1975 an der La Salle University ebenfalls in Philadelphia, wo er einen Bachelor of Arts. Danach begann er eine Laufbahn als Lehrer im Schuldienst in Philadelphia. Außerdem ist er als Berater der lokalen Sektion der National Urban League tätig. In seiner Heimat ist er Mitglied zahlreicher Organisationen und Vereinigungen.

## Politik
Politisch schloss er sich der Demokratischen Partei an. Zwischen 1981 und 2016 war er Abgeordneter im Repräsentantenhaus von Pennsylvania. Im Jahr 1986 kandidierte er erfolglos innerhalb seiner Partei für die Nominierung für das Amt des Vizegouverneurs seines Staates. 1994 erlitte er das gleiche Schicksal, als er versuchte sich für das Amt des Gouverneurs zu bewerben. In den Jahren 1999 und 2007 strebte er ebenfalls erfolglos die Nominierung zum Bürgermeisterkandidaten für Philadelphia an.
Bei den Kongresswahlen des Jahres 2016 wurde Dwight Evans als Kandidat seiner Partei im zweiten Wahlbezirk des Staates Pennsylvania in das US-Repräsentantenhaus in Washington, D.C. gewählt. An diesem Tag wurden für diesen Sitz gleich zwei Wahlen abgehalten, die beide von Evans gewonnen wurden. Die erste Wahl bestimmte den Nachfolger des zurückgetretenen Kongressabgeordneten Chaka Fattah zur Beendigung von dessen Legislaturperiode bis zum 3. Januar 2017. Die zweite Wahl war Teil der regulären Kongresswahlen des Jahres 2016. Aus diesen Gründen konnte Evans sein neues Mandat bereits am 14. November 2016 antreten. Er gehörte auch dem neuen am 3. Januar 2017 zusammentretenden Repräsentantenhaus des 115. Kongresses an.
Nach der Neueinteilung der Wahlbezirke in Pennsylvania trat er in der Wahl 2018 im dritten Distrikt an. Er setzte sich gegen den Republikaner Bryan Leib mit 93,4 % der Stimmen durch. Er konnte sich bei der Wahl 2020 mit 91 % wiederum sehr deutlich gegen den Kandidaten der Republikaner Michael Harvey durchsetzen.
Die Primary (Vorwahl) seiner Partei für die Wahlen 2022, die eigentliche Wahl in dem zutiefst demokratischen Distrikt, konnte er am 17. Mai mit 75,7 % gegen zwei weitere Mitbewerber klar gewinnen. Er trat am 8. November 2022 gegen Christopher Hoeppner von der Socialist Workers Party an. Die Republikaner hatten keinen Kandidaten aufgestellt. In der Hauptwahl zum 119. Kongress gewann er mit 95,1 %. Bei der folgenden Vorwahl zur Kongresswah 2024 stellten die Republikaner erneut keinen Kandidaten auf, während Dwight Evans die Vorwahl bei den Demokraten mit 87,7 % für sich entschied. Da auch sonst niemand außer Evans in der Vorwahl kandidierte gewann er die Wahl zum Repräsentantenhaus des 119. Kongresses mit 100 %. Seine aktuelle, insgesamt sechste Legislaturperiode im 119. Kongress läuft noch bis zum 3. Januar 2027. Am 30. Juni 2025 teilte er mit, dass er 2026 nicht erneut zur Wahl antrete würde. Es war zu Diskussionen gekommen, nachdem er nach einem Schlaganfall 2024 monatelang ausgefallen war.

### Ausschüsse
Evans ist aktuell Mitglied in folgenden Ausschüssen des Repräsentantenhauses:
- Committee on Small Business
  - Economic Growth, Tax, and Capital Access
  - Oversight, Investigations, and Regulations
- Committee on Ways and Means
  - Health
  - Oversight
  - Worker and Family Support

Zuvor war er auch Mitglied im Committee on Agriculture.